# Ana de Armas
Ana Celia de Armas Caso (Santa Cruz del Norte, 1988. április 30. –) kubai színésznő.

## Élete és pályafutása
1988. április 30-án született Kubában, a Havannától mintegy 50 kilométerre lévő Santa Cruz del Norte városában. Gyermekkora egy részét Texas államban töltötte, de később visszatért szülőhazájába. 14 évesen felvételt nyert a Kubai Nemzeti Színművészeti Iskolába.
Első jelentős filmszerepét 2006-ban kapta meg, amikor a Manuel Gutiérrez Aragón rendezte Una rosa de Francia című spanyol kalandfilmben játszott főszerepet. Ezután szerepelt a Madrigal (2007) című kubai filmben és az El edén perdido (2007) című spanyol-kubai telenovellában.
2008 áprilisában a spanyol FHM férfimagazin címlapján szerepelt.
Áttörést pályafutásában a Globomedia felkérése jelentette a spanyol Antena 3 csatorna Internátus című sorozatának egyik szerepére. A sorozat miatt Spanyolországba költözött. A sorozatban az egyik főszereplőt, Carolina Leal Solíst játszotta, együtt szerepelve Yon González-szel, Martín Rivasszal és Elena Furiaséval. A sorozatnak köszönhetően országos ismertségre tett szert, Magyarországon is ebben a sorozatban volt először látható.
Ugyan a Canciones de amor en Lolita's Clubban felajánlott filmszerepet visszautasította, a filmes karrierjével nem hagyott fel, 2009-ben főszerepet kapott a Szex, party és hazugságok című filmben. A film kasszasiker volt Spanyolországban, több mint 4 millió euró bevételt hozott.
Miután szerepének kiírása miatt távozott az Internátusból, az Amerikai Egyesült Államokba utazott, hogy javítsa angol nyelvtudását, egy esetleges amerikai produkcióban való szereplés reményében. 2010 júliusában visszatért az Antena 3-hoz, ekkor kezdték forgatni a Hispania, la leyenda című új sorozatot, melyben főszerepet kapott. 2011-ben saját elhatározásból otthagyta a sorozatot.

## Magánélete
Madridban él, két fiatalabb testvére van. 2011 nyarán összeházasodott Marc Clotet katalán színésszel, 2013-ban elváltak. 
David Victori (2013–2014), majd Ben Affleck (2020–2021) párja volt. 2025 júliusában Tom Cruise társaságában jelent meg egy Oasis koncerten.

## Filmográfia

### Film

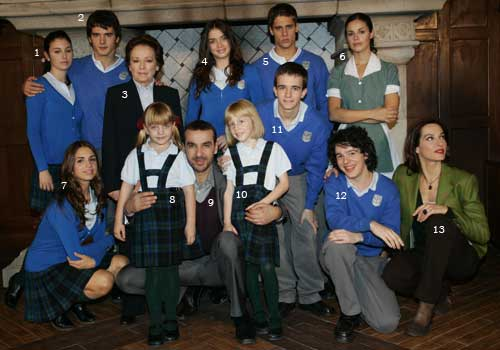
Az Internátus szereplői (a felső sor közepén [4] Ana de Armas)

| Év   | Magyar cím                   | Eredeti cím                            | Szerep                 | Magyar hang    |
| ---- | ---------------------------- | -------------------------------------- | ---------------------- | -------------- |
| 2006 |                              | Una rosa de Francia                    | Marie                  |                |
| 2007 |                              | Madrigal                               | Stella Maris           |                |
| 2009 | Szex, party és hazugságok    | Sex, Party and Lies                    | Carola                 |                |
| 2009 |                              | Y de postre, qué (rövidfilm)           | lány                   |                |
| 2009 |                              | Ánima (rövidfilm)                      | Julieta                |                |
| 2011 |                              | Blind Alley                            | Rosa/Laura             |                |
| 2012 |                              | Perrito chino                          | Sabina                 |                |
| 2013 |                              | Faraday                                | Inma Murga             |                |
| 2014 |                              | Por un puñado de besos                 | Sol                    |                |
| 2015 |                              | Anabel                                 | Cris                   |                |
| 2015 | Kopp-kopp                    | Knock Knock                            | Bel                    | Lamboni Anna   |
| 2016 | Isten lánya                  | Exposed                                | Isabel de la Cruz      | Vadász Bea     |
| 2016 | Isten lánya                  | Exposed                                | Isabel de la Cruz      | Csifó Dorina   |
| 2016 | Haverok fegyverben           | War Dogs                               | Iz                     | Gáspár Kata    |
| 2016 | A kőkezű                     | Hands of Stone                         | Felicidad Iglesias     | Lamboni Anna   |
| 2017 | Kipörgetve                   | Overdrive                              | Stephanie              | Gáspár Kata    |
| 2017 | Szárnyas fejvadász 2049      | Blade Runner 2049                      | Joi                    | Sodró Eliza    |
| 2019 | Tőrbe ejtve                  | Knives Out                             | Marta Cabrera          | Gáspár Kata    |
| 2019 | A lengyel spicli             | The Informer                           | Sofia Koslow           | Csifó Dorina   |
| 2019 | Wasp Network – Az ellenállók | Wasp Network                           | Ana Magarita Martinez  | Gáspár Kata    |
| 2020 |                              | The Night Clerk                        | Andrea Rivera          |                |
| 2020 |                              | Sergio                                 | Carolina Larriera      |                |
| 2021 | Nincs idő meghalni           | No Time to Die                         | Paloma                 | Mikecz Estilla |
| 2022 | Mélyvíz                      | Deep Water                             | Melinda Van Allen      |                |
| 2022 | Szöszi                       | Blonde                                 | Marilyn Monroe         | Mentes Júlia   |
| 2022 | A szürke ember               | The Gray Man                           | Dani Miranda           | Mikecz Estilla |
| 2023 | Ghosted                      | Ghosted                                | Sadie                  |                |
| 2025 | Balerina                     | From the World of John Wick: Ballerina | Eve Macarro / Balerina | Gáspár Kata    |

### Televízió
| Év        | Magyar cím | Eredeti cím          | Szerep              | Megjegyzések |
| --------- | ---------- | -------------------- | ------------------- | ------------ |
| 2007      |            | El edén perdido      | Gloria              | tévéfilm     |
| 2007–2010 | Internátus | El Internado         | Carolina Leal Solís | 56 epizód    |
| 2010–2012 |            | Hispania, la leyenda | Nerea               | 17 epizód    |
| 2011      |            | Actrices             | önmaga              | 2 epizód     |